# Газетяр (фільм)
«Газетяр» (англ. The Paperboy) — фільм режисера Лі Деніелса за однойменним романом Піта Декстера. Прем'єра фільму відбулася на Каннському кінофестивалі 2012. Головні ролі виконують Зак Ефрон і Меттью Макконахі.

## Зміст
Кінець 1960-х; успішний журналіст Уорд розслідує зухвале вбивство впливового шерифа-расиста в маленькому південному містечку. Його мета — звільнити несправедливо засудженого і заодно зробити разом з колегою з Лондона сенсаційний матеріал. Журналістам допомагає юний рознощик газет Джек — рідний брат Уорда, і неймовірно сексапільна блондинка Шарлотта: вона закохалася по листуванню в того самого ув'язненого з камери смертників. Кожному з героїв є що приховувати і чого боятися — але розпечене повітря Півдня пробуджує найтемніші і гарячі бажання.
Картина була прохолодно прийнята світовими кінокритиками, які знайшли в ній єдина перевага — акторську роботу Ніколь Кідман, що висувалася за цю роль на премії «Золотий глобус» і Гільдії кіноакторів США. Перевтілення Кідман багато хто називав одним з найкращих в її багаторічній кар'єрі.

## Ролі
| Актор            | Роль               |
| ---------------- | ------------------ |
| Зак Ефрон        | Джек Дженсен       |
| Меттью Макконехі | Ворд Дженсен       |
| Ніколь Кідман    | Шарлотта Блесс     |
| Джон К'юсак      | Гілларі Ван Веттер |
| Мейсі Грей       | Аніта              |
| Девід Оєлово     | Ярдлі              |
| Скотт Гленн      | В. В. Дженсен      |
| Николетт Ноель   | Ненсі              |
| Дж. Д. Евермор   | Гейт               |

## Нагороди та номінації
- 2012 — участь в основній конкурсній програмі 65-го Каннського кінофестивалю.
- 2013 — номінація на премію «Золотий глобус» за найкращу жіночу роль другого плану (Ніколь Кідман).
- 2013 — номінація на премію Гільдії кіноакторів США за найкращу жіночу роль другого плану (Ніколь Кідман).
- 2013 — номінація на премію Австралійської академії кіно і телебачення за найкращу жіночу роль (Ніколь Кідман).

## Знімальна група
- Режисер — Лі Деніелс
- Сценарист — Пітер Декстер, Лі Деніелс
- Продюсер — Ед Кейтелл III, Лі Деніелс, Боаз Девідсон
- Композитор — Маріо Григоров